# Ilja Karaimowicz
Ilja Karaimowicz (ukr.: Ілляш Караїмович), data urodzenia nieznana – zginął 4 maja 1648 nad Dnieprem w miejscu zwanym Kamienny Zaścianek (ukr. Кам'яний Затон) – pułkownik pułku perejasławskiego kozaków rejestrowych, uczestnik powstania Pawluka w 1637 roku, starszy wojska rejestrowego w latach 1637—1648. Znany także jako Eliasz Karaimowicz, Wadowski, Iwan Illjasz (Іван Ілляш) i Illjasz Ormiańczyk (Ілляш Ормянчик). Według jednej z hipotez miał być pochodzenia karaimskiego i wywodzić się z krymskiego rodu Uzunów.

## Kariera wojskowa
W kwietniu 1634 roku, podczas wojny polsko-rosyjskiej (1632-1634) Ilja Karaimowicz wraz z Jakubem Ostrzaninem dowodził oddziałami kozackimi wchodzącymi w skład korpusu Żółkiewskiego i Wiśniewskiego.
W 1638 roku pod dowództwem Ilji Karaimowicza 4 tysiące kozaków rejestrowych wraz z wojskami polskimi dokonało marszu na Ukrainę w celu zdobycia Siczy Zaporoskiej. Zaporożcy na czele z koszowym Dymitrem Hunią odparli szturm wojsk polsko-kozackich, po czym część wojsk Karaimowicza przeszło na stronę broniących się. Nieco później, w tym samym roku Karaimowicz brał udział w tłumieniu powstania Ostranicy i Huni. 
W 1646 roku wraz ze starszyzną kozacką wśród której był Iwan Barabasz i Bohdan Chmielnicki otrzymali od króla Władysława IV w Warszawie przywileje i znaczną sumę pieniędzy na przygotowanie na Ukrainie wojska kozackiego ma planowaną wojnę z Turcją. 
W roku 1648 na początku Powstania Chmielnickiego Karaimowicz i Barabasz wystąpili na czele kozaków rejestrowych przeciwko powstańcom. 4 maja 1648 na kozackiej radzie kozacy rejestrowi postanowili przejść na stronę powstańców, a Karaiamowicz i Barabasz zostali zgładzeni.